# Chiratahalli, Sira
Chiratahalli là một làng thuộc tehsil Sira, huyện Tumkur, bang Karnataka, Ấn Độ.